# Daihatsu Be-go
Der Be‣go (japanisch: ビーゴ) ist ein auf dem in Indonesien produzierten Modell Terios basierender SUV, der zwischen 2006 und 2016 auf dem japanischen Markt angeboten wurde.
Bei dem Modell handelt es sich um ein auf dem in Europa gebauten Terios der zweiten Generation basierendes Fahrzeug. Das Modell gilt als Schwestermodell des Toyota Rush und war in Japan auch der offizielle Nachfolger des Terios. Der kleinere und sportliche Terios Kid wurde zunächst weiter noch in der Ur-Form gebaut.
Die in Japan gefertigte Version des Be‣go wurde mit einem 1,5-Liter-Ottomotor ausgeliefert, der eine Leistung von 82 kW (111 PS) hat und maximal Platz für fünf Personen bietet. Eine Import-Version war der 7-Sitzer von Perodua aus Indonesien. In Japan erhielt das Modell lediglich den Grill mit dem Daihatsu-Logo sowie den 1,5-Liter-Motor eingebaut.
Direkte Konkurrenten des Be‣go waren der Suzuki SX4 und der Suzuki Jimny. In Europa war Be‣go nicht in der Modellpalette vertreten.